# Juan del Encina

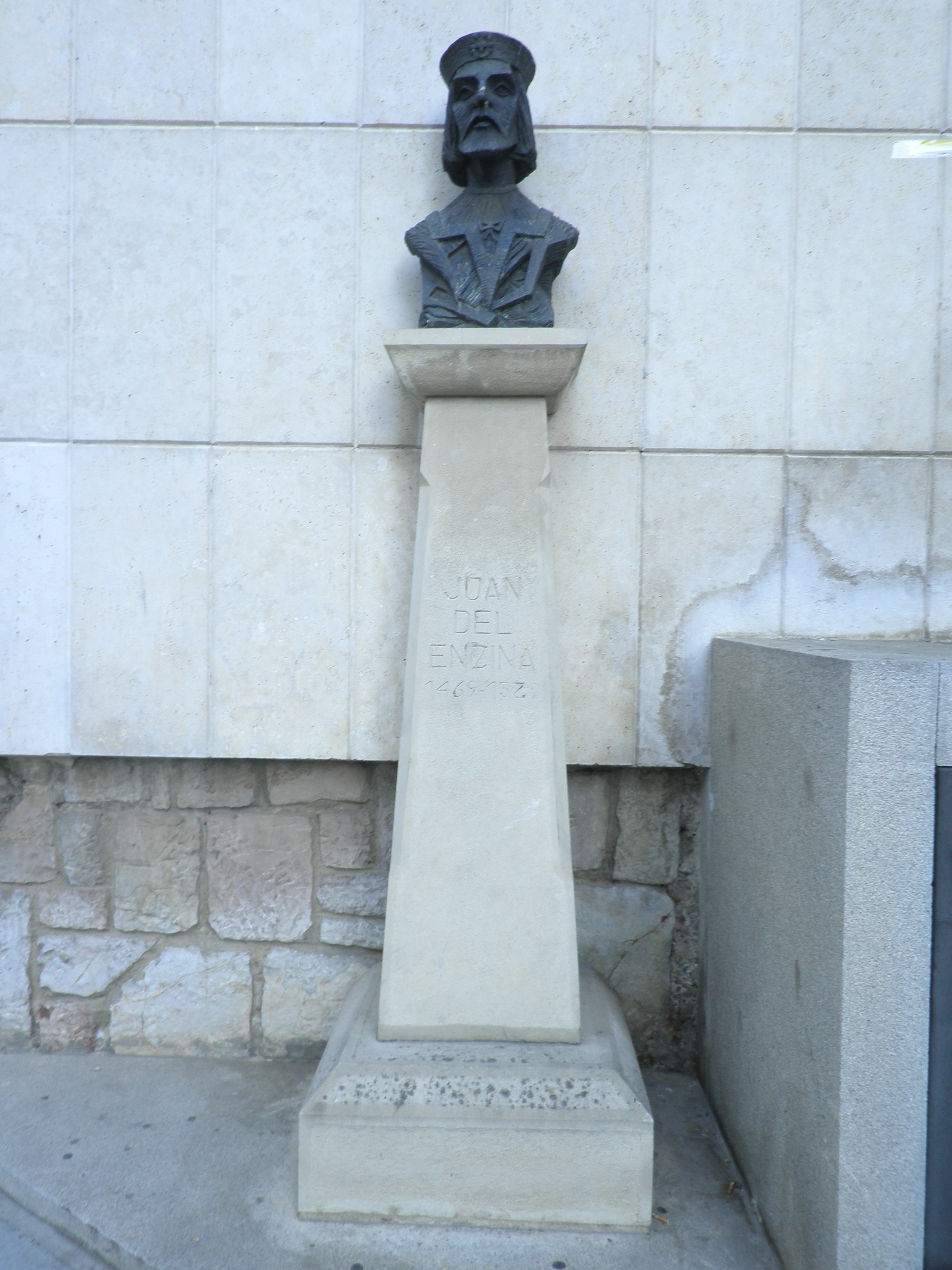
Monument te León

Juan del Encina (oud-Spaans: Juan del Enzina) (Encina de San Silvestre ?, 12 juli 1468 - León, 1529) was een Spaans componist, dichter en toneelschrijver, geboren als Juan de Fermoselle.

## Biografie
Del Encina stamde af van Joodse conversos. Omstreeks 1492 studeerde hij af aan de Universiteit van Salamanca en kwam (in 1492 of wellicht 1495) in dienst bij het gezin van Don Fadrique de Toledo, die de tweede Hertog van Alva was.
Uit 1492 stamde zijn eerste grote werk, het drama Triunfo de la Fama, over de verovering van Granada . Hij schreef ook pastorale eclogen en werd aldus beschouwd als de grondlegger van het Spaanse seculiere toneel. Ook werkte hij in diverse kathedralen, en was gewijd tot priester. Zijn laatste functie was die van prior in de kathedraal van León. Het was in deze stad dat hij uiteindelijk stierf. Hij werd uiteindelij begraven, volgens zijn wens, in de kathedraal van Salamanca.
Van zijn vele werken is onder meer Triste España sin ventura zeer bekend.
- Bibsys: 90746458
- Biblioteca Nacional de España: XX917772
- Bibliothèque nationale de France: cb138936633 (data)
- Catàleg d'autoritats de noms i títols de Catalunya: 981058519950706706
- CiNii: DA02170974
- Gemeinsame Normdatei: 118955683
- International Standard Name Identifier: 0000 0001 0901 153X
- Library of Congress Control Number: n79043189
- Nationale Bibliotheek van Letland: 000066002
- MusicBrainz: 3472646b-0d12-4319-9544-defac601ea6b
- Nationale Bibliotheek van Tsjechië: ola2002161268
- Nationale bibliotheek van Australië: 35686299
- Nationale Bibliotheek van Israël: 987007277744105171
- Nationale Bibliotheek van Polen: a0000001835572
- Nederlandse Thesaurus van Auteursnamen: 069369178
- Istituto Centrale per il Catalogo Unico: DDSV034178
- LIBRIS: 185843
- SNAC: w62z1fj1
- Système universitaire de documentation: 02890673X
- Trove: 1042445
- Virtual International Authority File: 160940015
- WorldCat: E39PBJdCkTccMTBm4YxYYtY3wC